# Токко-да-Казаурия
Токко-да-Казаурия (итал. Tocco da Casauria) — коммуна в Италии, расположена в регионе Абруццо, подчиняется административному центру Пескара.
Население составляет 2759 человек, плотность населения составляет 95 чел./км². Занимает площадь 29 км². Почтовый индекс — 65028. Телефонный код — 085.
Покровителем коммуны почитается великомученик Евстафий, празднование 20 сентября.